# Biographisch-Bibliographisches Kirchenlexikon
Le Biographisch-Bibliographisches Kirchenlexikon (BBKL) est un livre de référence biographique et bibliographique concernant l'histoire du christianisme, fondé en 1975 par Friedrich Wilhelm Bautz. Les compléments paraissent aujourd'hui aux éditions Traugott Bautz.
La majorité des articles de l'édition imprimée sont accessibles gratuitement sur internet, mais protégés par le droit d'auteur.[réf. souhaitée]
Avec plus de 20 000 articles, le BBKL est une source actuelle et très étendue sur des personnalités de l'histoire des Églises, aussi bien que de l'histoire de la philosophie. On y trouve des descriptions détaillées de la vie de personnes touchant la théologie, l'histoire, la littérature, la musique, la peinture, la pédagogie et la philosophie. Les notices sont accompagnées de bibliographies très complètes ainsi que de sources secondaires.

## Composition de l'ouvrage
- Friedrich Wilhelm Bautz (Traugott Bautz dès le volume 3) : Biographisch-bibliographisches Kirchenlexikon, 14 volumes (et depuis 14 volumes de compléments), Bautz, Hamm, dès 1975
  - Volume 1 (Aalders–Faustus v. Byzanz), Hamm 1975  (ISBN 3-88309-013-1)
  - Volume 2 (Faustus v. Mileve–Jeanne, d'Arc), Hamm 1990  (ISBN 3-88309-032-8)
  - Volume 3 (Jedin–Kleinschmidt), Herzberg 1992  (ISBN 3-88309-035-2)
  - Volume 4 (Kleist–Leyden), Herzberg 1992  (ISBN 3-88309-038-7)
  - Volume 5 (Leyen–Mönch), Herzberg 1993  (ISBN 3-88309-043-3)
  - Volume 6 (Moenius–Patijn), Herzberg 1993  (ISBN 3-88309-044-1)
  - Volume 7 (Patocka–Remachus), Herzberg 1994  (ISBN 3-88309-048-4)
  - Volume 8 (Rembrandt–Scharbel (Charbel)), Herzberg 1994  (ISBN 3-88309-053-0)
  - Volume 9 (Scharling–Sheldon), Herzberg 1995  (ISBN 3-88309-058-1)
  - Volume 10 (Shelkov–Stoß, Andreas), Herzberg 1995  (ISBN 3-88309-062-X)
  - Volume 11 (Stoß, Veit–Tieffenthaler), Herzberg 1996  (ISBN 3-88309-064-6)
  - Volume 12 (Tibbon–Volpe), Herzberg 1997  (ISBN 3-88309-068-9)
  - Volume 13 (Voltaire–Wolfram von Eschenbach), Herzberg 1998  (ISBN 3-88309-072-7)
  - Volume 14 (Wolfram von Eschenbach–Zuygomalas, Theodosios und Ergänzungen I), Herzberg 1998  (ISBN 3-88309-073-5)
  - Volume 15 (Ergänzungen II), Herzberg 1999  (ISBN 3-88309-077-8)
  - Volume 16 (Ergänzungen III), Herzberg 1999  (ISBN 3-88309-079-4)
  - Volume 17 (Ergänzungen IV), Herzberg 2000  (ISBN 3-88309-080-8)
  - Volume 18 (Ergänzungen V), Herzberg 2001  (ISBN 3-88309-086-7)
  - Volume 19 (Ergänzungen VI), Nordhausen 2001  (ISBN 3-88309-089-1)
  - Volume 20 (Ergänzungen VII), Nordhausen 2002  (ISBN 3-88309-091-3)
  - Volume 21 (Ergänzungen VIII), Nordhausen 2003  (ISBN 3-88309-110-3)
  - Volume 22 (Ergänzungen IX), Nordhausen 2003  (ISBN 3-88309-133-2)
  - Volume 23 (Ergänzungen X), Nordhausen 2004  (ISBN 3-88309-155-3)
  - Volume 24 (Ergänzungen XI), Nordhausen 2005  (ISBN 3-88309-247-9)
  - Volume 25 (Ergänzungen XII), Nordhausen 2005  (ISBN 3-88309-332-7)
  - Volume 26 (Ergänzungen XIII), Nordhausen 2006  (ISBN 3-88309-354-8)
  - Volume 27 (Ergänzungen XIV), Nordhausen 2007  (ISBN 978-3-88309-393-2)
  - Volume 28 (Ergänzungen XV), Nordhausen 2007  (ISBN 978-3-88309-413-7)
  - Volume 29 (Ergänzungen XVI), Nordhausen 2008  (ISBN 978-3-88309-452-6)
  - Volume 30 (Ergänzungen XVII), Nordhausen 2009  (ISBN 978-3-88309-478-6)
  - Volume 31 (Ergänzungen XVIII), Nordhausen 2010  (ISBN 978-3-88309-544-8)
  - Volume 32 (Ergänzungen XIX), Nordhausen 2011  (ISBN 978-3-88309-615-5)
  - Volume 33 (Ergänzungen XX), Nordhausen 2012  (ISBN 978-3-88309-690-2)
  - Volume 34 (Ergänzungen XXI), Nordhausen 2013,  (ISBN 978-3-88309-766-4)
  - Volume 35 (Ergänzungen XXII), Nordhausen 2014,  (ISBN 978-3-88309-882-1)
  - Volume 36 (Ergänzungen XXIII), Nordhausen 2015,  (ISBN 978-3-88309-920-0)
  - Volume 37 (Ergänzungen XXIV), Nordhausen 2016,  (ISBN 978-3-95948-142-7)
  - Volume 38 (Ergänzungen XXV), Nordhausen 2017,  (ISBN 978-3-95948-259-2)
  - Volume 39 (Ergänzungen XXVI), Nordhausen 2018,  (ISBN 978-3-95948-350-6)
  - Volume 40 (Ergänzungen XXVII), Nordhausen 2019,  (ISBN 978-3-95948-426-8)
  - Volume 41 (Ergänzungen XXVIII), Nordhausen 2020,  (ISBN 978-3-95948-474-9)